# Limaria pellucida
Limaria pellucida är en musselart som först beskrevs av C. B. Adams 1846.  Limaria pellucida ingår i släktet Limaria och familjen filmusslor. Inga underarter finns listade i Catalogue of Life.